# Cape Broyle
Cape Broyle est une municipalité située sur l'île de Terre-Neuve dans la province de Terre-Neuve-et-Labrador au Canada.

## Annexe